# Impatiens namchabarwensis
Impatiens namchabarwensis är en balsaminväxtart som beskrevs av R.J.Morgan, Y.M.Yuan och X.J.Ge. Impatiens namchabarwensis ingår i släktet balsaminer, och familjen balsaminväxter. Inga underarter finns listade i Catalogue of Life.

## Bildgalleri

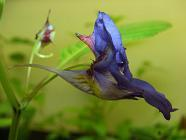
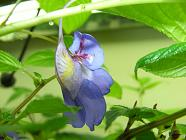
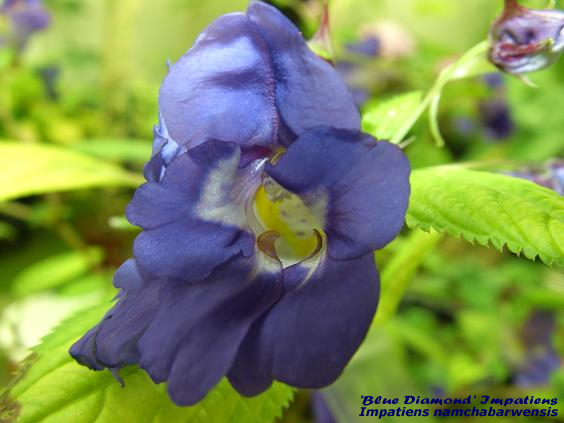
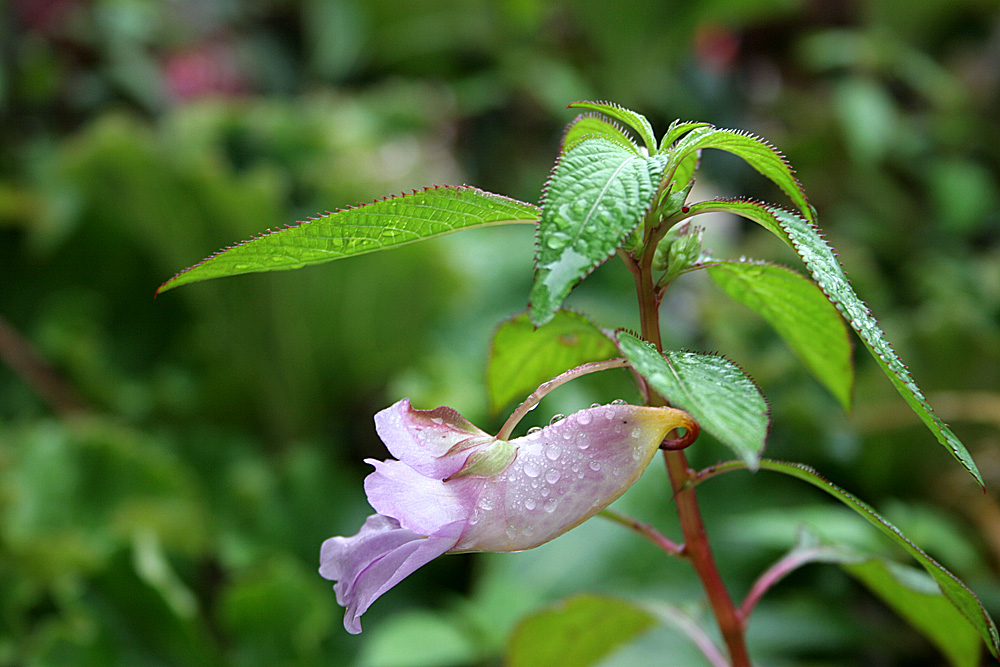